# Villa Rincón de las Montañas
Villa Rincón de las Montañas är en ort i Mexiko, tillhörande kommunen Tlalmanalco i delstaten Mexiko. Villa Rincón de las Montañas ligger i den centrala delen av landet och tillhör Mexico Citys storstadsområde. Orten hade 113 invånare vid folkräkningen 2010.